# Molino de viento de Myreagre
El molino de viento de Myreagre (Myreagre Mølle) es un molino de torre encalado ubicado a 3 km al este de Aakirkeby en la isla danesa de Bornholm. Construido en 1865, permaneció en servicio hasta 1970.

## Descripción
Construido en 1865, el molino fue originalmente un molino de grano.  A partir de 1925, se agregó una panadería a sus operaciones.  En 1921, el molino fue modernizado con una rosa de los vientos y velas autoajustables y en 1926 se instaló un motor de aceite Hornsby de 14 hp. En 1971 se renovaron las velas autoajustables.  En ese momento, el molino seguía funcionando pero ya no estaba en uso. La torre octogonal (interior circular) está construida de piedra arenisca natural y la tapa está cubierta con fieltro alquitranado.  Hay una sala de máquinas con un motor en funcionamiento.  El molino se encuentra en un estado razonable de conservación.  La tapa puede desviarse y las velas pueden girar, pero como resultado de la edad avanzada del propietario, no se está manteniendo correctamente.